# 파닥파닥 비행선
《파닥파닥 비행선》(일본어: パタパタ飛行船の冒険)은 2002년 1월 5일부터 6월 29일까지 WOWOW에서 방송된 일본의 애니메이션이다. 총 26화로 구성되어 있다.

## 기획
파닥파닥 비행선은 쥘 베른의 원작소설인 《사하라 사막의 비밀》과 《악마의 발명》을 각색한 작품이다. 파닥파닥 비행선은 우수한 제작능력을 보유한 대한민국과 일본의 유수 애니메이션 업체가 공동으로 제작하여 원작의 시대적 배경이나 세계관을 바탕으로 모험 활극적인 요소를 살리면서도 연출과 스토리 면에서 완성도를 높인 작품이다. 대한민국에서는 2005년 7월 8일 서울방송에서 첫 방영되었지만 완결까지 가지 못하고 조기 종영되었다.

## 제작진
오프닝 크레딧
- 기획: 이경숙
- 제작: 코코 엔터프라이즈
- 프로듀서: 전명옥 / 곽경숙

엔딩 크레딧
- 타이틀 그래픽: 강봉균
- C.G: 이혜영
- 녹음: 오승훈
- 종합편집: 김학정
- 번역: 박순아
- 연출: 곽경숙